# Queliferoïdeus
Els queliferoïdeus (Cheliferoidea) són una de les sis superfamílies de pseudoescorpins.
Es caracteritzen per tenir, com els queiridioïdeus, els tarsos de totes les potes fets d'un sol artell. Els quelícers són petits i fan 1/3 de la llargada de l'escut dorsal. Un o ambdós dits dels pedipalps estan proveïts de glàndules de verí. Tenen dos ulls, però també n'hi ha sense ulls. Són de mida mitjana, 2-3 mm. de llargada, i alguns poden ser més grossos.
Es poden trobar arreu del món, pel sòl, entre la fullaraca i la matèria orgànica en descomposició.

## Sistemàtica
La superfamília dels queliferoïdeus se subdivideix en set famílies:
- Atèmnids (Atemnidae)
- Miratèmnids (Miratemnidae)
- Mirmoquernètids (Myrmochernetidae)
- Quernètids (Chernetidae)
- Pseudoquirídids (Pseudochiriididae)
- Wítids (Withiidae)
- Quelifèrids (Cheliferidae)